# Chota
Chota (ses også stavet som Chote, Echota, Isati og andre lignende stavemåder) var en af overhill cherokesernes vigtigste byer i midten af det 18. århundrede. Byen lå i Monroe County i det østlige Tennessee i USA. Den fungerede som stammens de facto hovedstad fra midten af 1740'erne til 1788. Mange store cherokeserledere blev født eller boede i Chota. Blandt disse var Attacullaculla, Oconostota, Old Tassel og Nancy Ward.
Byen lå lige ved siden af en anden historisk cherokeserbebyggelse, Tanasi, som havde været de facto hovedstad i 1720'erne. De to byer blev i 1973 registreret som én enhed i USA's National Register of Historic Places, men arkæologisk set er der tale om to forskellige byer.
Ingen af byerne eksisterer længere, og det meste af stedet, hvor de lå, er i dag oversvømmet af Tellico Lake, en sø opstået ved opdæmning af Little Tennesee River. Det eneste spor, der findes i dag, er det sted, hvor Chotas gamle rådhus lå. Stedet er opfyldt og hævet over søens overflade, forbundet til fastlandet via en dæmning. På denne "ø", lige over det sted hvor rådshuset stod, er der rejst et monument, Chota-monumentet som består af otte søjler, én for hver af stammens 7 klaner og én for Cherokee Nation.
Ved udgravninger i 1969 fandt man Oconostotas grav, og resterne af høvdingen blev genbegravet ved siden af monumentet. Stedet administreres nu af Eastern Band of Cherokee Indians. 

## Geografi
Little Tennessee River udspringer i Appalacherne i North Carolina og løber ind i Tennessee og løber omkring 80 km gennem Blount County, Monroe County og Loudon County, før den munder ud i Tenneseefloden nær Lenoir City. I 1979 blev Tellico Dam opført og bag denne dannedes Tellico Lake, der dækker de nederste 53 km af floden. Stedet, hvor Chota lå ligger ca. 43 km oppe af floden fra udmundingen i Tennessee River. Chota og Tanasi lå på en relativ flad terrasse over flodens oprindelige niveau, nogle kilometer mod sydøst og sydvest ligger henholdsvis Great Smoky Mountains og Unicoi Mountains. 

## Historie
Chota omtales ikke i historiske kilder før 1745. Tanasis historie går derimod tilbage til begyndelsen af århundredet, som destination for handelsmænd og diplomater, der besøgte cherokeserne. Tanasi er vist på adskillige kort over området i 1720'erne og 1730'erne, men Chota ses ikke på disse kort. Dette kunne tyde på at Chota oprindeligt har været en del af Tanasi, eller måske har været for lille til at blive regnet for en selvstændig by, da disse kort blev tegnet.
I 1720'erne fungerede Tanasis høvding, bare kaldet "Tanasikrigeren", som leder for alle Overhill Towns cherokeserne. Dette har fået nogle kilder til, fejlagtigt, at anse ham for at være overhøvding for hele stammen, et begreb, som først blev "opfundet" i 1730. Selv om han også havde en vis indflydelse på indbyggerne i de såkaldte Middle Towns i North Carolina, var han ikke formel overhøvding. I 1730 blev høvdingen Moytoy fra Great Tellico udpeget som stammens første overhøvding, ikke mindst på foranledning af den engelske udsending Alexander Cumings, som sørgede for, at Moytoy blev kronet som "Cherokesernes Kejser". Herefter skiftede "magten" og de facto hovedstaden til Moytoys hjemby, Great Tellico.
I 1741 ophørte Moytoy med at fungere som overhøvding. Nogle kilder mener, at han døde i dette år, men lige så mange (blandt andre Cherokee Nations egen oversigt over overhøvdinge) mener, at han først døde i 1760. Moytoys søn, Amouskositte, forsøgte at overtage faderens position som stammens overhøvding. Imidlertid var det mod den cherokesiske skik at have arvelige høvdingeembeder, og desuden gik arveretten gennem moderen, ikke faderen, så Amouskositte fik kun støtte fra ganske få af stammens landsbyer. Høvdingen Old Hop (Kanagatucko) begyndte at tiltage sig mere og mere magt, og fra 1753 kom han til at fungere som stammens overhøvding. Old Hop var høvding i Chota og hermed skiftede magten til denne by.
På dette tidspunkt, lige før udbruddet af den franske og indianske krig, mente England, at cherokeserne var begyndt at hælde til Frankrigs side. De engelske kolonister i Virginia, North og South Carolina øgede derfor deres kontakt med Overhill cherokeserne. Virginia sendte en styrke på 60 mand under kommando af major Andrew Lewis til stammen, og de fik lov til at bygge et fort ved Chota. Dette blev færdigt i august 1756, men blev aldrig bemandet. Samme år sendte South Carolina 300 mand under ledelser af en ingeniør, William de Brahm, til stammen, og disse fik lov til at bygge Fort Loudon noget nord for Chota, nær den nuværende by Vonore. I 1760 var forholdet mellem de engelske kolonister og cherokeserne imidlertid blev betydeligt forværret, og krigere fra stammen under ledelse af Chotas krigshøvding, Oconostota belejrede fortet og erobrede det den 6. august 1760. Krigsbytte fra fortet blev bragt tilbage til Chota.

### Henry Timberlakes besøg i byen 1761 – 1762
Kort efter belejringen bad cherokserne og fred, og denne blev indgået på Long Island i Holston River i 1761. Virginia sendte en delegation under ledelse af Henry Timberlake til Overhill cherokeserne med henblik på at opnå en mere sikker fred. Timberlake kom til Chota i december 1761 ledsaget af Ostenaco, høvdingen fra Tomotley, en anden bebyggelse nogle få kilomenter nord for Chota.
Efter ankomsten blev der afholdt en ceremoni i Chotas rådshus, hvor Ostenaco ceremonielt begravede en stridsøkse for at symbolisere fred mellem briterne og cherokeserne. Timberlake overnattede i Old Hops vinterhus (en cherokeserfamilie havde typisk to boliger, en tæt og varm vinterbolig og en luftig og kølig sommerbolig, der lå lige ved siden af hinanden). Næste dag rejste han videre til Citico, der lå omkring 15 km syd for Chota. Timberlake, skrev i sin rapport om besøget i Chota, at byen talte 52 boliger og et rådshus. Old Hop rapporteredes at være byhøvding i både Chota og Tanasi. Som stammens overhøvding, var han på dette tidspunkt blev afløst af Attacullaculla, som egentlig var fra Tanasi, men Chota var stadig stammens "hovedstad". Byen talte 175 krigere, det største antal i nogen af de cherokeserbebyggelser, som Timberlake besøgte, bortset fra Citico. 

### Byens nedgangstid
Da Den amerikanske uafhængighedskrig brød ud i 1776 stillede cherokesernes sig på Englands side, da de fandt at de engelske soldater var en mindre trussel mod stammen, end kolonisterne. Samme år anførte Dragging Canoe, der var høvding i Mialoquo og Abraham fra Chilowee angreb mod Fort Watauga og bebyggelsen Heaton's Station i det nordøstlige Tennessee. Begge angreb mislykkedes, men Virginia reagerede ved at sende oberst William Christian med en mindre styrke til Overhill cherokeserne for at kue disse. Christian og hans styrke kunne uhindret trænge ind i Little Tennesee River floddalen, og han forhandlede en våbenstilstand med Attacullaculla og Oconostota, som nu var stammens overhøvding. Imidlertid nægtede Dragging Canoe at forhandle, og det fik oberst Christian til at reagere ved at ødelægge cherokeserbyerne Great Tellico, Citico, Mialoquo., Chilhowee og Toqua. Dette skulle blive en af de væsentlige årsager til det, som senere blev kendt som chickamaugakrigene.
I 1780 anførte John Sevier, senere guvernør over State of Franklin og endnu senere guvernør over Tennessee, en invasion i Overhill- området, som reaktion på nogle angreb på amerikanske bebyggelse udført af "frafaldne" cherokesere. De fleste af bebyggelserne i Overhill-området, blandt andre Tanasi og Chota blev ødelagt under invasionen. I 1784 var Chota genopbygget, men den nåede aldrig sin gamle status. I 1788 blev Old Tassel, der var blevet stammens overhøvding i 1783 og fredshøvdingen Abraham, myrdet under fredsforhandlinger i Chilhowee, en anden cherokesisk bebyggelse ikke langt fra Chota. Efter denne hændelse flyttede funktionen som stammehovedstad til Ustanali i Georgia. 
I 1790 besøgte Louis Phillipe 2., Hertug af Orleans, Tellico Blockhouse under en rejse i det østlige Tennessee. Hertugen kunne overvære et boldspil, hvori over 600 cherokesere deltog, men i selve Chota var der kun fem huse tilbage.

## Arkæologiske fund
I 1880'erne udførte Cyrus Thomas udgravninger af jordhøjene i Little Tennessee River dalen for Smithsonian Institute. Thomas udgravede blandt andet en høj på stedet, hvor Chota havde ligget, og fandt en del kulturgenstande. 
I 1939 foretog University of Tennessee udgravninger i Chota-området. Her fandt man yderligere genstande, foruden 12 begravelser og rester af en bygning.
I 1967 offentliggjorde Tennessee Valley Authority planer om at opføre en dæmning, den senere Tellico Dam. University of Tennessee besluttede derfor at gennemføre udgravninger i hele Little Tennessee River dalen, med det formål at redde så meget fra de gamle bebyggelser, som muligt. Mellem 1969 og 1974 gravede man i Chota. Udgravningerne afslørede omkring 700 affaldshuller, formuldede rester af 31 bygninger samt 91 begravelser. Begravelse nr. 10, fundet i 1969, blev identificeret som Oconostotas grav. Graven blev identificeret på gravgodset, som blandt andet omfattede høvdingens briller. Desuden fandt man tusindvis af genstande af sten og keramik, herunder pilespidser fra den arkæiske eller meso-indianske periode (8000 – 1000 før vor tidsregning). 
Bygningerne omfattede to rådshuse, hvoraf det ene havde en diameter på 18 meter og det andet en diameter på 15 meter. Det antages, at det mindste måske har været rådshus i Tanasi, mens det større har været Chotas rådshus. Blandt de øvrige bygningsrester var også en 15 gange 7 meter pavillon, der flankerede et 30 meter bredt og 49 meter langt torv. Desuden fandt man rester af 11 par af cirkulære vinter- og rektangulære sommerbeboelser. Husene lå med en afstand af mellem 12 og 30 meter og i en afstand af op til 600 meter fra rådshuset. Én af boligerne blev klassificeret til at tilhøre den tidlig mississippikultur (1000 – 1300 efter vor tidsregning), mens de øvrige var cherokesiske.
I 1986 blev resterne fra begravelserne genbegravet i en gravhøj nær Sequoyah Museet nær Vonore. Den eneste undtagelse var Oconostota, som blev genbegravet ved siden af Chota Monumentet.

## Eksterne referencer
- Om Chota fra Tennessee Encyclopedia (engelsk)

35°33′18″N 84°07′52″V / 35.555°N 84.131°V